# نورت شور (ویرجینیا)
نورت شور (به انگلیسی: North Shore) یک منطقهٔ مسکونی در ایالات متحده آمریکا است که در شهرستان فرانکلین، ویرجینیا واقع شده‌است. نورت شور ۵۲٫۱ کیلومتر مربع مساحت و ۳٬۰۹۴ نفر جمعیت دارد و ۳۰۶ متر بالاتر از سطح دریا واقع شده‌است.